# Гимара (Казбегский муниципалитет)
Гимара или Джимара (груз. ჯიმარა; осет. Джимара) — село в Трусовском ущелье. Находится в Казбегском муниципалитете Грузии на левом берегу реки Терека.

## Название
Название селения специалисты относят к наиболее древним топонимам на территории Осетии и связывают его с древне-иранским племенем киммерийцев. Б. А. Алборов считал, что в названии Джимара отражено название киммерийцев, которые жили на юге и назывались в осетинских нартовских сказаниях «гуымирытæ».

## История
Ниже по течению Терека находится селение Джимара. До 1944 года в нем насчитывалось 45 дворов Берозовых, Боцоевых, Бидаровых и Абаевых. Здесь много архитектурных и культовых памятников. В частности, вызывают интерес две башни Берозовых, две Боцоевых и одна Бидаровых. Интересны и культовые места — Дуцан дур, Тбау-Уацилла, Хохы Уастырджи, Мад и Алардыйы кувандон.
Основателями селения являлись Берозовы, переселившиеся сюда из с. Джимара Северной Осетии. Новое поселение получило название по “имени” прежнего их места жительства. Согласно родословной Берозовых, их предки оказались в Тырсыгоме примерно 500 лет назад. Данные генеалогического предания подтверждаются письменными памятниками. Берозовы упоминаются в статейном списке 1604–1605 годов русских послов в Грузии Михаила Татищева и дьяка Андрея Иванова.

## Население
Жители селения Джимара Боцоевы (7 дворов) и Березовы (13 дворов) известны здесь по грузинским источникам с XVIII в. По преданию, они переселились из селения Джимара Даргавского ущелья. Боцоевы занимали верхний квартал села, Березовы — нижний. У Березовых было 7 башен по названию их владельцев. У Боцоевых было три башни. Рассказывают, что башни эти строили два брата Гудиевы из селение Абано.